# تومويوكي يوشياما
تومويوكي يوشياما (باليابانية: 内山智之؛ بالكانا: うちやま ともゆき) هو لاعب كرة قاعدة ياباني، ولد في 15 أغسطس 1968 في كاني غيفو في اليابان.

## روابط خارجية
- تومويوكي يوشياما على موقع الدوري الياباني لكرة القاعدة (الإنجليزية)
- تومويوكي يوشياما على موقعبيزبول رفرنس.كوم (الدوري الثانوي) (الإنجليزية)